# Amalienbad
L'Amalienbad est une piscine couverte municipale de Vienne de style Art Déco. Elle est située sur la Reumannplatz dans l'arrondissement de Favoriten.

## Histoire
L'Amalienbad a été construit entre 1923 et 1926 par l'administration municipale de Vienne. Les grandes sculptures de la façade ont été réalisées par Karl Stemolak, l'intérieur en céramique provient des ateliers de céramique d'art des frères Schwadron. D'un point de vue architectural, les thermes étaient basés sur les plans des thermes romains. Le design intérieur élégant était de style Art Déco. En plus des tribunes, la piscine disposait également d'une verrière mobile qui pouvait être ouverte en seulement trois minutes. Outre la piscine, l'installation comprenait également des bains thérapeutiques et pouvait accueillir au total environ 1 300 visiteurs.[réf. nécessaire]
Alors que la piscine était encore en construction, l'ancienne Bürgerplatz en face et quelques semaines seulement après la mort de Jakob Reumann en juillet 1925 fut rebaptisée en son honneur. Le maire Karl Seitz a ouvert le 8 juillet 1926 „das Bad im Proletenviertel“ .
La piscine a été gravement endommagée pendant la Seconde Guerre mondiale et n'a été reconstruite que dans une version simplifié. Une vaste rénovation générale a eu lieu entre 1979 et 1986.[réf. nécessaire]

## Infrastructure
L'Amalienbad est divisé en zones de piscine, sauna, douche et solarium. La piscine couverte comprend un bassin sportif et un couloir de 33,3 × 12,5 mètres et une profondeur de 1,25 à 4,85 mètres ainsi qu'une piscine pour enfants. Le plongeoir est accessible uniquement aux écoles et clubs. Le sauna comprend un bain à remous. Il y a également un espace spa ainsi qu'un restaurant et un buffet.

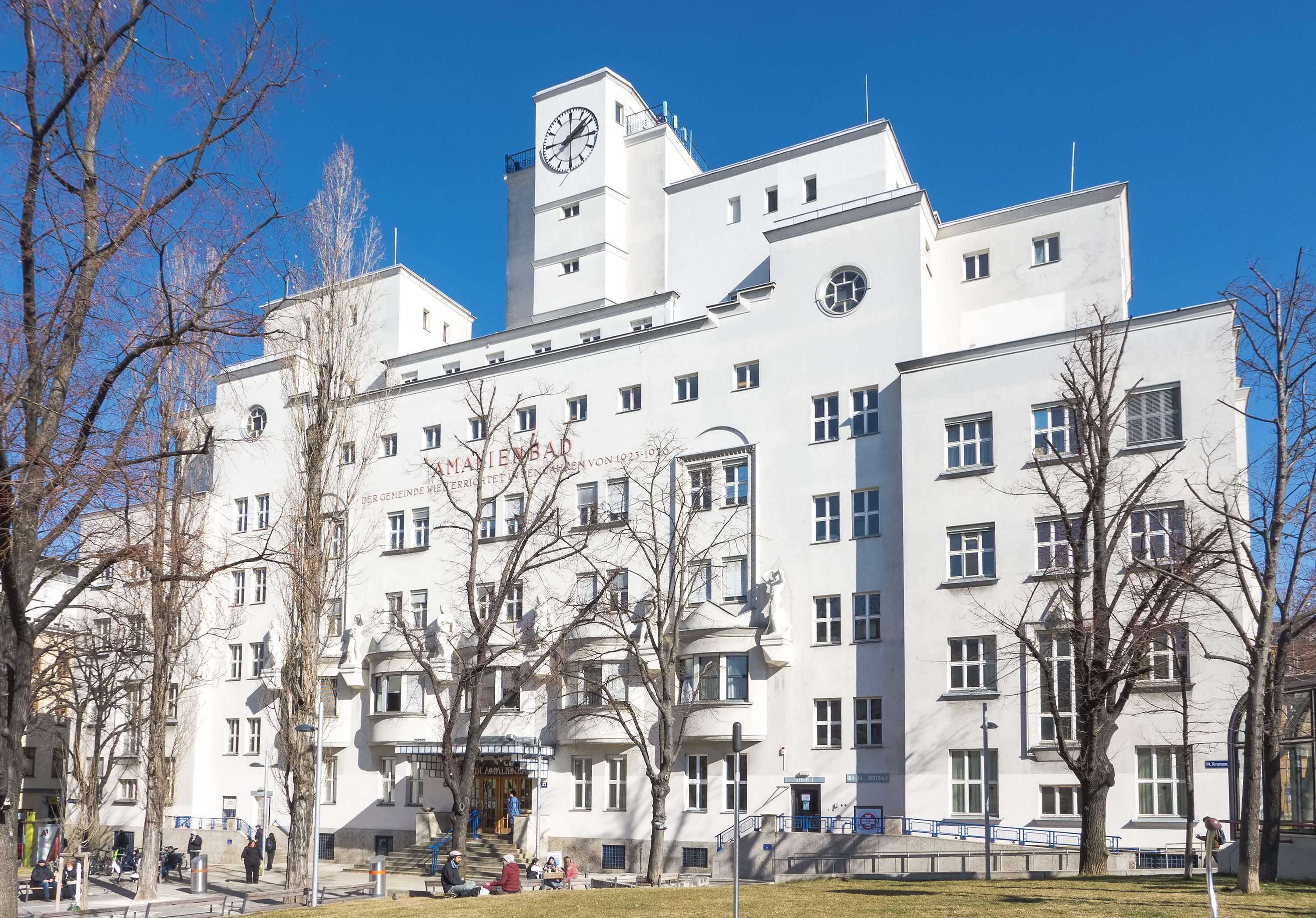
Amalienbad : façade principale
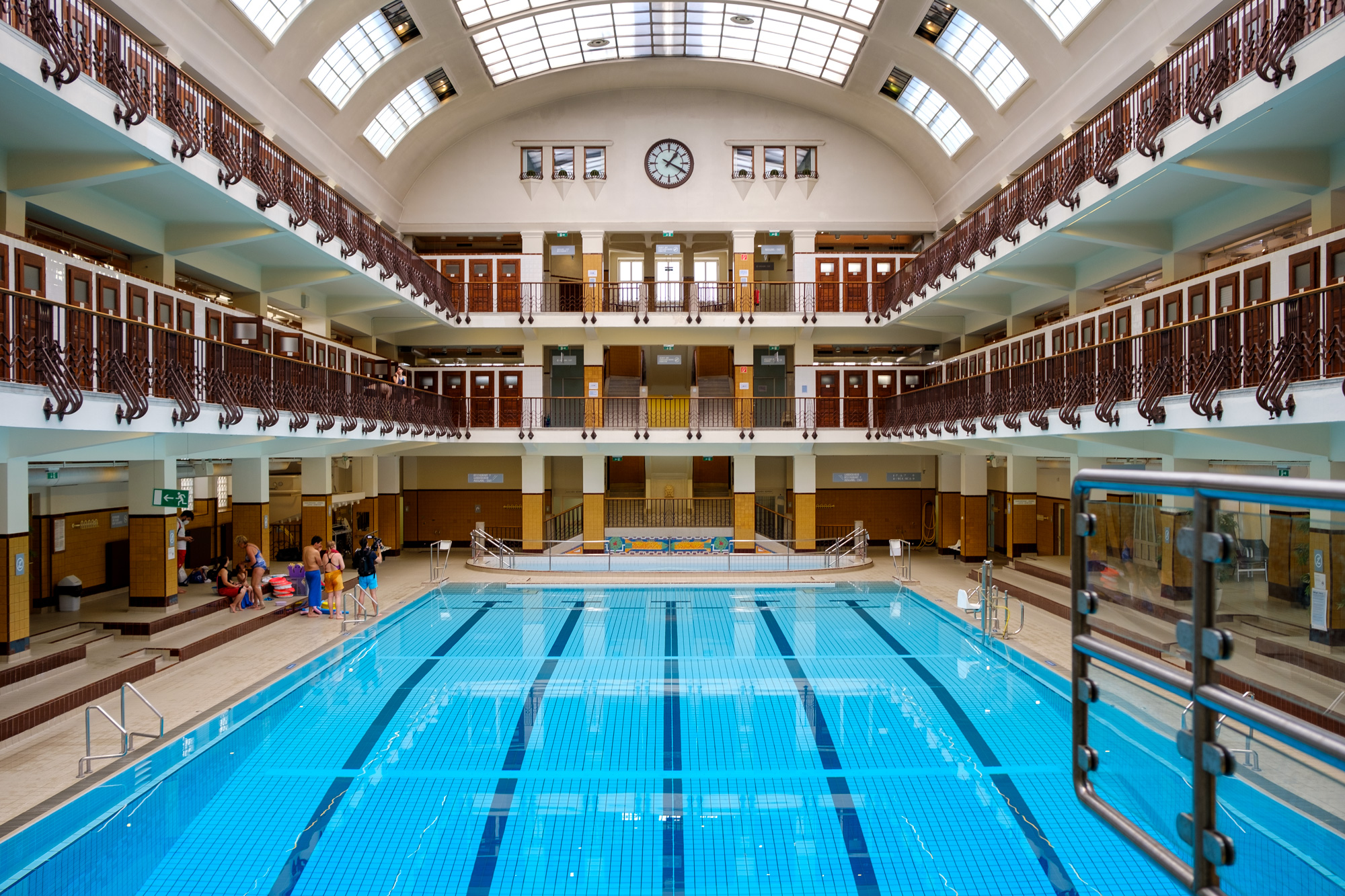
L'Amalienbad à Vienne, vu depuis le plongeoir
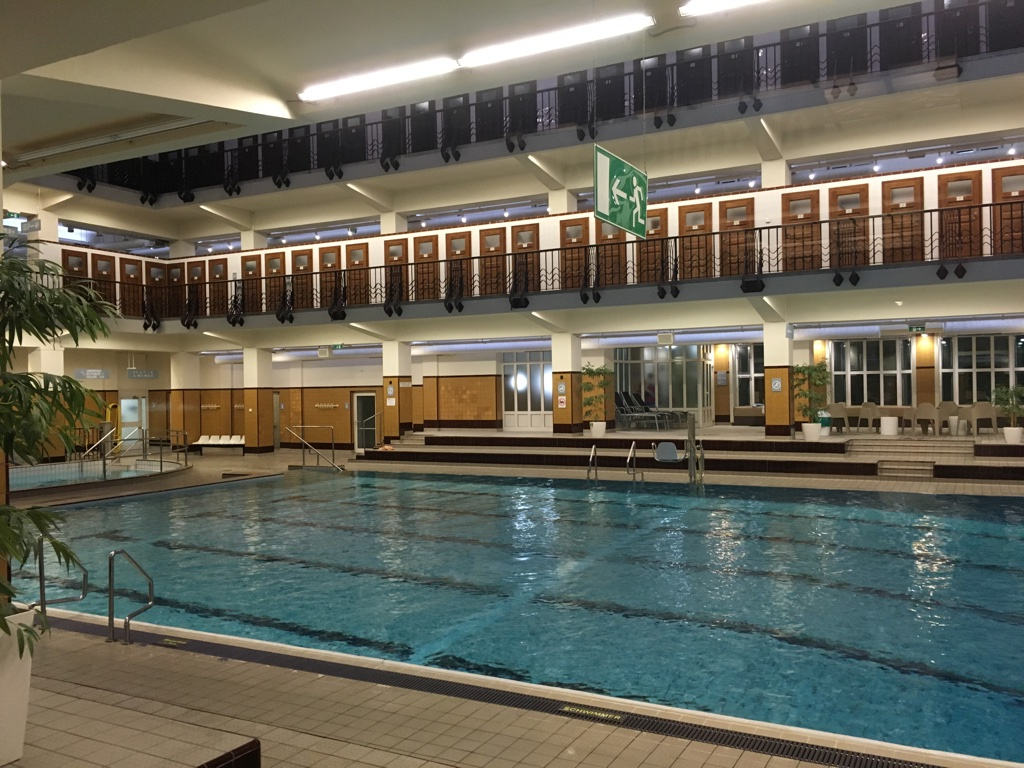
Piscine avec deux étages de rangées de balcons de cabines
L'Amalienbad dans les années 1920

## Liens web
- Notices d'autorité :   - GND
- Amalienbad. Dans : dasrotewien.at – Encyclopédie Web des sociaux-démocrates viennois. SPÖ Wien
- Amalienbad dans le wiki historique de la ville de Vienne
- Amalienbad – Hallenbad der Stadt Wien. Dans : wien.gv.at.